# Třída Vikram
Třída Vikram byla třída oceánských hlídkových lodí indické pobřežní stráže. Celkem bylo do služby zařazeno devět jednotek této třídy. Mezi jejich úkoly patří ochrana výhradní námořní ekonomické zóny země, nebo mise SAR. Jediným zahraničním uživatelem třídy je Srí Lanka.

## Stavba

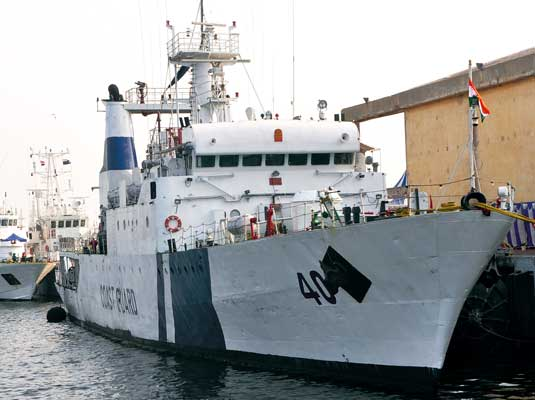
Varad (40)

Celkem bylo postaveno dAevět jednotek této třídy. Stavbu provedla indická loděnice Mazagon Dock Limited v Bombaji a v případě posledních dvou kusů též Goa Shipyard Limited ve Vasco da Gama.
Jednotky třídy Vikram:
| Jméno             | Spuštěna          | Vstup do služby   | Status |
| ----------------- | ----------------- | ----------------- | --- |
| ICGS Vikram (33)  | 29. září 1981     | 19. prosince 1983 | Vyřazena 19. ledna 2012. |
| ICGS Vijaya (34)  | 1982              | 12. dubna 1985    | Vyřazena 23. ledna 2012. |
| ICGS Veera (35)   | 30. června 1984   | 3. května 1986    | Vyřazena 20. května 2013. |
| ICGS Varuna (36)  | 1. února 1984     | 27. února 1988    | Vyřazena 23. srpna 2017, získal srílanská pobřežní stráž, která ji od 21. října 2017 provozuje jako SLCGS Suraksha (P60). Aktivní.                                                                                   |
| ICGS Vajra (37)   | 31. ledna 1987    | 22. prosince 1988 | Vyřazena 21. února 2018. |
| ICGS Vivek (38)   | 5. listopadu 1987 | 19. srpna 1989    | Dne 23. března 2010 se v Bombaji potopila poté, co do ní narazila obchodní loď MV Global Purity. |
| ICGS Vigraha (39) | 1. prosince 1988  | 12. dubna 1990    | Od srpna 2008 do ledna 2011 byla zapůjčena srílanskému námořnictvu. To ji zařadilo 23. srpna 2008 jako SLNS Sayurala (P623). Po vrácení plavidla indické pobřežní stráži sloužila do svého vyřazení 15. května 2019. |
| ICGS Varad (40)   | 2. září 1989      | 19. července 1990 | Vyřazena 28. dubna 2017. |
| ICGS Varaha (41)  |                   | 11. března 1992   | V roce 2006 dlouhodobě zapůjčena Srí Lance. Poté darována srílanskému námořnictvomu, které ji od 27. srpna 2015 provozuje jako SLNS Sagara (P622). Aktivní.                                                          |

## Konstrukce

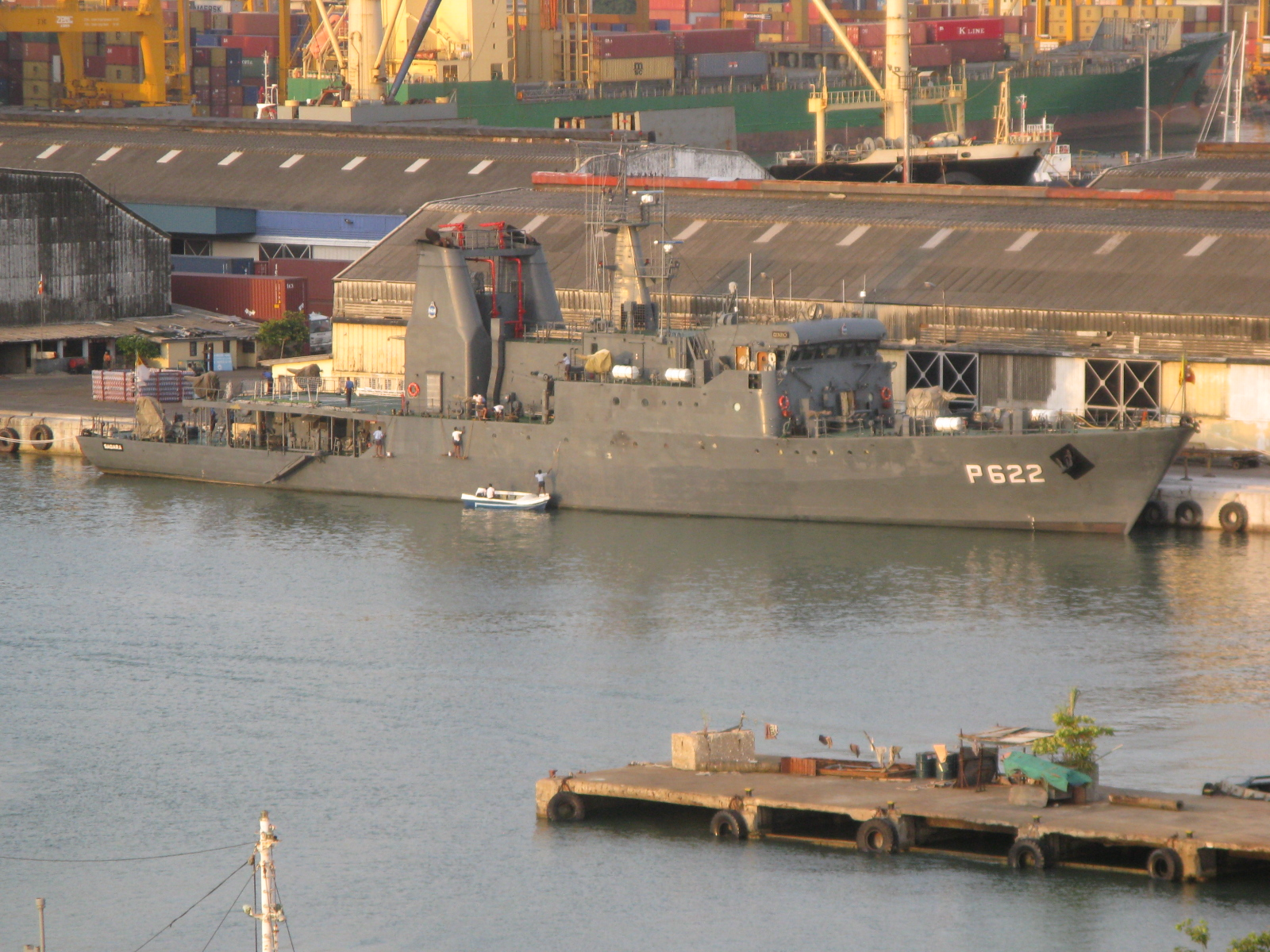
Sagara (P622, ex ICGS Varaha (41))

Plavidla jsou vyzbrojena jedním 40mm kanónem Bofors a dvěma 7,62mm kulomety. Na zádi se nachází přistávací plocha a hangár pro vrtulník (obvykle HAL Chetak). Pohonný systém tvoří dva diesely Kirloskar-SEMT-Pielstick 16PA6V-280, každý o výkonu 6400 bhp, pohánějící dva lodní šrouby. Nejvyšší rychlost dosahuje 22 uzlů. Dosah je 8500 námořních mil při rychlosti 16 uzlů.